# Cheikh Drame
Cheikh Abdoul Khadre Drame Tine, conegut simplement com a Cheikh Drame   (Dakar, c. 1992), és un activista antiracista català d'origen senegalès. És l'actual president de SOS Racisme Catalunya.

## Trajectòria
Nascut a Dakar, la capital del Senegal, quan tenia cinc anys va arribar a Catalunya i es va instal·lar a la població de Martorell, on va passar la infantesa.
Participa en diverses entitats antiracistes catalanes, com ara la Comunitat Negra Africana i Afrodescendents de Catalunya (CNAACAT), la cooperativa Abarka i l'ONG SOS Racisme Catalunya. Col·labora amb aquesta última des del 2019 com a membre del Consell. Més endavant, el 19 de maig del 2022, va prendre el relleu a Beatriu Guarro Picart com a president de l'organització en qüestió.
Educador social de formació, ha fet nombroses xerrades entorn del racisme i temes relacionats, com ara l'extrema dreta i els discursos d'odi, imaginaris racistes i el paper de l'educació en la difusió de l'antiracisme. A banda, ha treballat amb infants migrants i estudia treball social.
Va començar a involucrar-se en el moviment antiracista fruit d'una condemna en un cas en què ell havia estat l'agredit. Concretament, van assignar-li una pena de dos anys de presó per atemptat contra l'autoritat, si bé no hi va ingressar perquè no tenia antecedents.
Ha relatat i denunciat múltiples agressions racistes per part de cossos policials, d'entre els quals la policia municipal de Martorell i la Guàrdia Urbana de Barcelona. També ha rebut altres tractes discriminatoris, com una vegada que no el van admetre en una discoteca per ser negre. De fet, un dels objectius de la seva activitat és la visibilització dels mecanismes legals per a denunciar situacions racistes.

## Vida personal
La seva parella és Kaire Ba Dejuan, activista del mateix àmbit; conviuen amb dos gats.